# Carol Greider
Carolyn Widney Greider (San Diego, 15 de abril de 1961) es una bioquímica estadounidense.
Descubridora de la telomerasa, una enzima que forma los telómeros durante la duplicación del ADN. Recibió junto con Elizabeth Blackburn y Jack Szostak en 2009 el Premio Nobel de Medicina. Dicho premio ha estado rodeado de controversia debido a la autoría por Bret Weinstein del trabajo académico originario que supuestamente inició dicho estudio, autor que pasó sin reconocimiento alguno en el laureado estudio.

Carol Greider ha recibido numerosos premios prestigiosos (selección):
- Premio Albert Lasker por Investigación Médica Básica (2006) junto con Elizabeth Blackburn y Jack Szostak.
- Premio Louisa Gross Horwitz (2007) junto con Elizabeth Blackburn y Joseph G. Gall.
- Premio Paul-Ehrlich y Ludwig-Darmstaedter (2009) junto con Elizabeth Blackburn.
- Premio Nobel de Medicina (2009), junto con Elizabeth Blackburn y Jack Szostak.[2]

## Descubrimiento de la telomerasa
Greider completó su doctorado en biología molecular en 1987 en Berkeley con Elizabeth Blackburn. Mientras estaban en Berkeley, Greider y Blackburn descubrieron cómo los cromosomas están protegidos por los telómeros y la enzima telomerasa. Greider se unió al laboratorio de Blackburn en abril de 1984 buscando la enzima que se hipotetizaba que añadía bases de ADN adicionales a los extremos de los cromosomas. Sin las bases adicionales, que se añaden como repeticiones de un motivo de seis pares de bases, los cromosomas se acortan durante la replicación del ADN, lo que finalmente resulta en el deterioro cromosómico y la senescencia o la fusión cromosómica causante de cáncer. Blackburn y Greider buscaron la enzima en el organismo modelo Tetrahymena thermophila , un protozoo de agua dulce con una gran cantidad de telómeros.
El 25 de diciembre de 1984, Greider obtuvo resultados que indicaban que una enzima específica era probablemente la responsable. Tras seis meses de investigación adicional, Greider y Blackburn concluyeron que era la enzima responsable de la adición de telómeros. Publicaron sus hallazgos en la revista Cell en diciembre de 1985. La enzima, originalmente llamada "transferasa terminal de telómeros", ahora se conoce como telomerasa. La telomerasa reconstruye los extremos de los cromosomas y determina la longevidad de las células.
La investigación adicional de Greider para confirmar su descubrimiento se centró principalmente en identificar el mecanismo que utiliza la telomerasa para la elongación.] Greider optó por utilizar enzimas degradadoras de ARN y vio que los telómeros dejaron de extenderse, lo que era una indicación de que el ARN estaba involucrado en la enzima.